# Лейпцигский зоопарк
Лейпцигский зоопарк (нем. Zoo Leipzig) — зоологический сад в немецком городе Лейпциге на западе федеральной земли Саксония. Расположенный к северо-западу от исторического центра города и открытый в 1878 году зоопарк предлагает одну из наиболее значительных коллекций животных на европейском континенте, и — согласно рейтингу британского эксперта Энтони Шеридана (англ.  Anthony Sheridan) — уже в течение нескольких лет считается вторым среди лучших зоопарков Европы (после венского Шёнбрунна) и лучшим зоопарком Германии.

## История
Первоначально частный зоопарк на территории бывшего сельскохозяйственного угодья Пфаффендорф был основан 9 июня 1878 года по инициативе Эрнста Пинкерта (нем. Ernst Pinkert, 1844—1909), с 1873 года владевшего рестораном Zum Pfaffendorfer Hof и — совместно со своим партнёром Карлом Хагенбеком — предлагавшего вниманию публики различных экзотических животных. Среди прочего, здесь впервые в Германии был представлен орангутан с острова Борнео. Уже в 1883 году территорию зоологического сада удалось расширить до 3 гектаров.
С самого начала и вплоть до 1931 года здесь регулярно проводились выставки людей (в общей сложности — 40): так, между вольером для хищников и бассейном для ластоногих был обустроен этнологический луг, по соседству с которым была выстроена сцена для представлений. Показы «экзотических» и «диких» народов — среди прочего, калмыков, киргизов, суахили, самоанцев и других — быстро стали частью постоянной экспозиции зоопарка.
1 января 1899 года было образовано акционерное общество Зоологический сад Лейпцига, благодаря чему в следующие году удалось построить несколько новых вольеров и административное здание.
Со смертью Эрнста Пинкерта в 1909 году руководство зоопарком перешло к Иоганну Геббингу (нем. Johannes Gebbing, 1874—1958), расширившему коллекцию за счёт строительства аквариума в 1910 году и террариума в 1913 году.
В условиях Первой мировой войны зоопарк пережил непростые времена, связанные с призывом сотрудников на военную службу, с радикальным ограничением рациона питания и почти полным прекращением потока посетителей, что самым негативным образом сказалось на содержавшейся в парке коллекции животных и на общем состоянии построек. В ноябре 1918 года управлявшее зоопарком акционерное общество, отягощённое огромными долгами в 770 000 марок, оказалось на грани краха, и к 1 января 1920 год зоосад перешёл в ведение городской администрации Лейпцига.
В качестве нового источника доходов животные стали сдаваться внаём различным киностудиям; при этом в съёмках зачастую принимал участие и директор зоологического сада. Несмотря на ряд трудностей, 1920 и 1930 годы оказались для зоопарка временем активного дальнейшего развития: удалось не только расширить территорию до 12,5 га, но и заново обустроить сеть дорожек и возвести ряд знаковых зданий, до сих пор определяющих облик зоопарка: слоновник (1926), загон для медведей (1929), обширную террасированную площадку для кошачьих, обезьянник и бассейн для пингвинов. Кроме того, в 1926 году здесь свою работу начал планетарий (разрушен во время авианалёта в 1943 году).
Закрытый во время Второй мировой войны, зоопарк возобновил свою работу уже 6 мая 1945 года вскорости после освобождения Лейпцига американскими войсками. В 1947 году, находясь в составе советской зоны оккупации Германии, зоопарк был расширен до 16 га.
Учитывая успехи лейпцигского зоопарка по разведению хищных кошачьих в неволе, в 1973 году ему было передано право ведения международной тигриной племенной книги; в 1986 году к этому добавилась племенная книга карликовых буйволов.
В 2000 году была принята концепция дальнейшего долгосрочного развития под названием Зоопарк будущего (нем. Zoo der Zukunft), предусматривающая превращение зоологического сада в современный познавательно-развлекательный парк, охватывающий шесть крупных тематических областей: Африка, Азия, Южная Америка, Сад основателей, Понголанд (Исследовательский центр поведения приматов им. В.Кёлера) и Гондваналанд (субтропическая флора и фауна). В этом же году было образовано ООО «Лейпцигский зоопарк» (нем. Zoo Leipzig GmbH), на 100 % принадлежащее городу Лейпцигу.

## Экспозиции и сооружения
Согласно плану архитектора Петера Расбаха (нем. Peter Rasbach) зоопарк разделён на следующие тематические разделы:

### Африка
Включает ландшафтные вольеры:
- Makasi simba для львов
- Kiwara для жирафов, зебр, антилоп, газелей, страусов, фламинго, марабу, цесарок и журавлей
- Kiwara-kopje для носорогов, дикобразов и мангустов
- вольер пятнистых гиен
- загон для сурикатов
- так называемый лес окапи (совместно с красными дукерами)
- бассейн для морских котиков

### Азия
- вольер губачей и макак-резусов
- слоновник (совместно с китайскими панголинами) со «слоновьим храмом» Ganesha Mandir и бассейном для купания
- тигриная тайга
- долина леопардов
- ландшафтный вольер Гималаи для панд, ирбисов, белоголовых сипов и лесных ибисов
- азиатский лес для кабарги, таменга, японских и даурских журавлей
- птичник
- загон для лошадей Пржевальского

### Южная Америка
- птичник
- обезьянник Обезьяньи острова (игрунки, тамарины, ревуны)
- загон гривистых волков

### Сад основателей
- Зал конгрессов
- информационный центр в бывшем директорском доме
- образовательный центр «Архе»
- Старый обезьянник (в настоящее время — вольер для коал)
- аквариум
- террариум

### Понголанд
Исследовательский центр поведения приматов имени Вольфганга Кёлера, созданный совместно с Институтом эволюционной антропологии имени Макса Планка — крупнейший в мире вольер человекообразных.

### Гондваналанд
Важнейший проект новой стратегии развития лейпцигского зоопарка. Открытый в 2011 году купольный павильон высотой 34,5 м считается самой большой тропической оранжереей континентальной Европы и предлагает коллекцию тропической и субтропической флоры и фауны.

## Директора лейпцигского зоопарка
- 1878—1909: Эрнст Пинкерт
- 1910—1935: Иоганн Геббинг
- 1935—1955: Карл Макс Шнайдер
- 1955—1957: Генрих Дате
- 1957—1963: Людвиг Цуковски
- 1964—1993: Зигфрид Зайферт
- 1993—1997: Петер Мюллер
- с 1997: Йорг Юнхольд